# William Donald Hamilton
William Donald "Bill" Hamilton (Cairo, 1 de agosto de 1936 — 7 de março de 2000), membro da Royal Society, foi um biólogo evolucionista britânico.
Contribuiu com uma série de artigos científicos para a sociobiologia durante a década de 1960, entre eles seu The Genetical Evolution of Social Behaviour, dividido em 2 artigos e publicado pelo Journal of Theoretical Biology em 1964. Estes artigos são considerados a maior contribuição à teoria da evolução depois de Darwin. Esteve por diversas vezes no Brasil e fez pesquisas em genética em colaboração com o geneticista Warwick Estevam Kerr na Universidade Estadual Paulista (UNESP) Rio Claro.
Hamilton morreu em decorrência de malária contraída em uma de suas visitas ao continente africano.

## Biografia
W. D. Hamilton nasceu no Cairo, Egito, em 1936, filho de um engenheiro e de uma médica neozelandeses. Durante sua infância sofreu um acidente com explosivos e teve partes de alguns dedos amputados, o que quase lhe custou a vida.

## Evolução social
O campo da evolução social, do qual a Regra de Hamilton tem importância central, é amplamente definido como sendo o estudo da evolução dos comportamentos sociais, ou seja, aqueles que impactam na aptidão de indivíduos que não sejam o ator. Os comportamentos sociais podem ser categorizados de acordo com as consequências de aptidão que eles acarretam para o ator e o destinatário. Um comportamento que aumenta a aptidão direta do ator é mutuamente benéfico se o destinatário também se beneficia, e egoísta se o destinatário sofre uma perda. Um comportamento que reduz a aptidão do ator é altruísta se o destinatário se beneficia, e rancoroso se o destinatário sofre uma perda. Esta classificação foi proposta pela primeira vez por Hamilton em 1964.

## Trabalhos

### Artigos coletados (em inglês)
Hamilton começou a publicar seus artigos coletados a partir de 1996, nos moldes dos artigos coletados de Fisher, com pequenos ensaios dando o contexto de cada artigo. Ele morreu após a preparação do segundo volume, então os ensaios para o terceiro volume vêm de seus co-autores.
- Hamilton W.D. (1996) Narrow Roads of Gene Land vol. 1: Evolution of Social Behaviour Oxford University Press, Oxford. ISBN 0-7167-4530-5
- Hamilton W.D. (2002) Narrow Roads of Gene Land vol. 2: Evolution of Sex Oxford University Press, Oxford. ISBN 0-19-850336-9
- Hamilton W.D. (2005) Narrow roads of Gene Land, vol. 3: Last Words (com ensaios de co-autores, ed. M. Ridley). Oxford University Press, Oxford. ISBN 0-19-856690-5

### Artigos significativos (em inglês)
- Hamilton, W. (1964). «The genetical evolution of social behaviour. I». Journal of Theoretical Biology. 7 (1): 1–16. PMID 5875341. doi:10.1016/0022-5193(64)90038-4
- Hamilton, W. (1964). «The genetical evolution of social behaviour. II». Journal of Theoretical Biology. 7 (1): 17–52. PMID 5875340. doi:10.1016/0022-5193(64)90039-6
- Hamilton, W. (1966). «The moulding of senescence by natural selection». Journal of Theoretical Biology. 12 (1): 12–45. PMID 6015424. doi:10.1016/0022-5193(66)90184-6
- Hamilton, W. (1967). «Extraordinary sex ratios. A sex-ratio theory for sex linkage and inbreeding has new implications in cytogenetics and entomology». Science. 156 (774): 477–488. Bibcode:1967Sci...156..477H. PMID 6021675. doi:10.1126/science.156.3774.477
- Hamilton, W. (1971). «Geometry for the selfish herd». Journal of Theoretical Biology. 31 (2): 295–311. PMID 5104951. doi:10.1016/0022-5193(71)90189-5
- Hamilton W. D. (1975). Innate social aptitudes of man: an approach from evolutionary genetics. in R. Fox (ed.), Biosocial Anthropology, Malaby Press, London, 133–53.
- Axelrod, R.; Hamilton, W. (1981). «The evolution of cooperation». Science. 211 (4489): 1390–1396. Bibcode:1981Sci...211.1390A. PMID 7466396. doi:10.1126/science.7466396 with Robert Axelrod
- Hamilton, W.; Zuk, M. (1982). «Heritable true fitness and bright birds: A role for parasites?». Science. 218 (4570): 384–387. Bibcode:1982Sci...218..384H. PMID 7123238. doi:10.1126/science.7123238